# 오스트레일리아 국립도서관

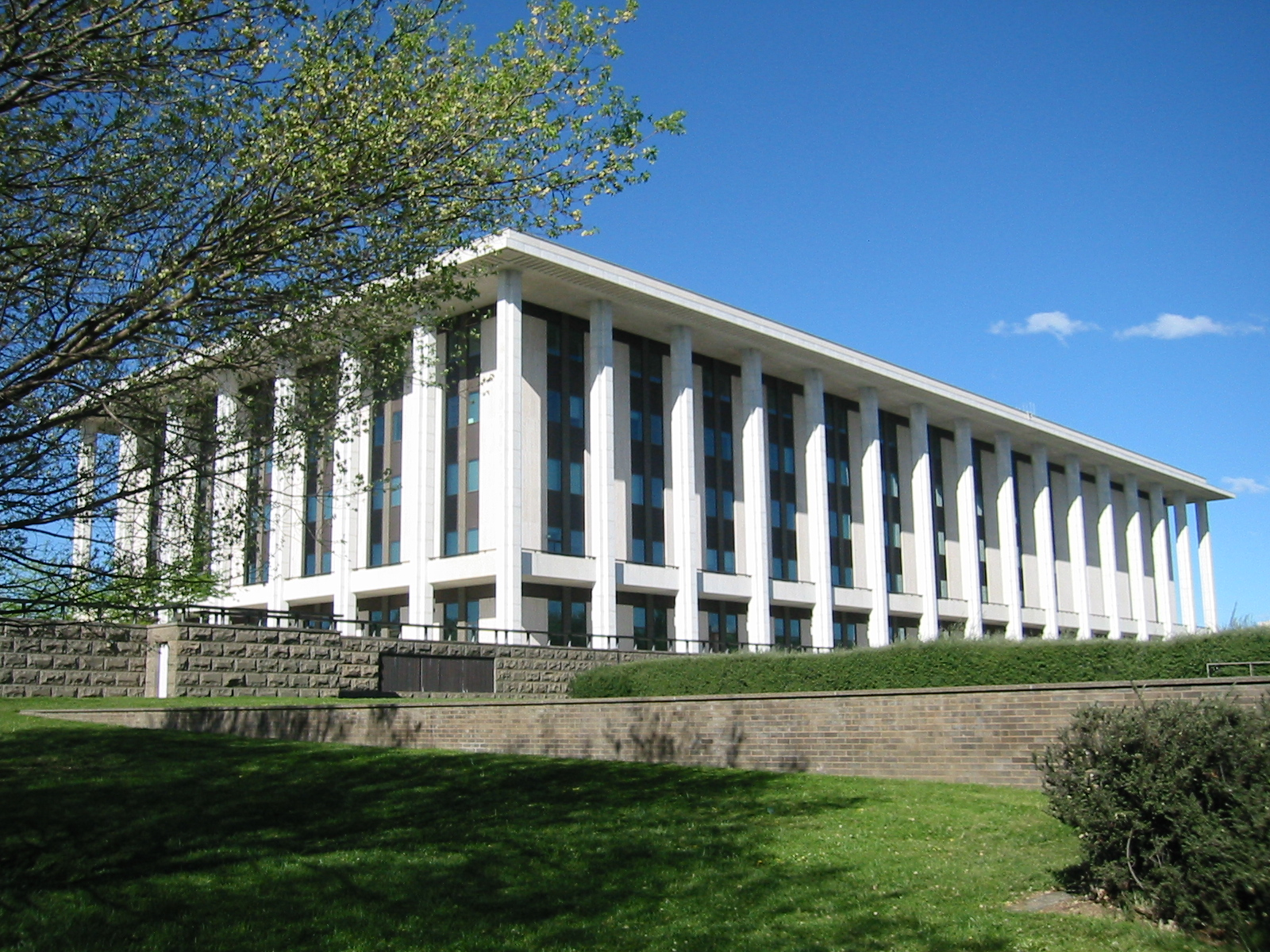
오스트레일리아 국립도서관

오스트레일리아 국립도서관(영어: National Library of Australia)는 오스트레일리아 캔버라에 위치한 도서관이다.